# Steve Irwin
Stephen Robert Irwin (n. 22 februarie 1962 – d. 4 septembrie 2006) a fost un prezentator de televiziune, ecolog și proprietar de grădină zoologică.
A devenit cunoscut datorită documentarelor sale de pe Discovery ("The Crocodile Hunter") și a filmelor artistice în care a jucat. Acesta a încetat din viață în nordul Australiei, într-un accident subacvatic. În dimineața de luni, 4 septembrie 2006, a fost înțepat în piept de o pisică de mare; Stephen Irwin se afla în largul portului Douglas, la nord de Cairns Australia, unde lucra la un documentar despre lumea submarină.
Steve Irwin este cunoscut drept un entuziast al faunei sălbatice.

## Carieră
Sursa sa de inspirație a fost tatăl său Bob, un expert în animale sălbatice specializat în herpetologie. Mama sa, Lyn Irwin, a lucrat toată viața pentru reintegrarea animalelor în natură. După ce s-au mutat în Queensland, Bob și Lyn au fondat "Reptile and Fauna Park", unde spre deosebire de alți copii, Steve a trăit fericit printre șerpi, crocodili și varani. La vârsta de doar șase ani, când alți puști mergeau la școală, Steve primea cadou un piton de trei metri lungime - și a fost dragoste la prima vedere. Când a împlinit nouă ani, a prins primul crocodil, sub supravegherea strictă a tatălui său. Imediat după ce a absolvit liceul, a purcedat la salvarea și strămutarea crocodililor din provincia North Queensland, unde erau prost văzuți de localnici și în consecință exterminați fără milă. După cinci ani de muncă dedicată și asiduă, Steve a devenit voluntar pentru programul guvernamental "East Coast's Crocodile Management". Parcul a continuat să fie o afacere de familie până în anul 1992, când Steve îl preia integral, rebotezându-l "Australia Zoo",  transformând  afacerea  într-o mișcare pentru salvarea faunei sălbatice din Australia. 
În același an, apare în primul său show de televiziune, înconjurat de șerpi, păianjeni și scorpioni.

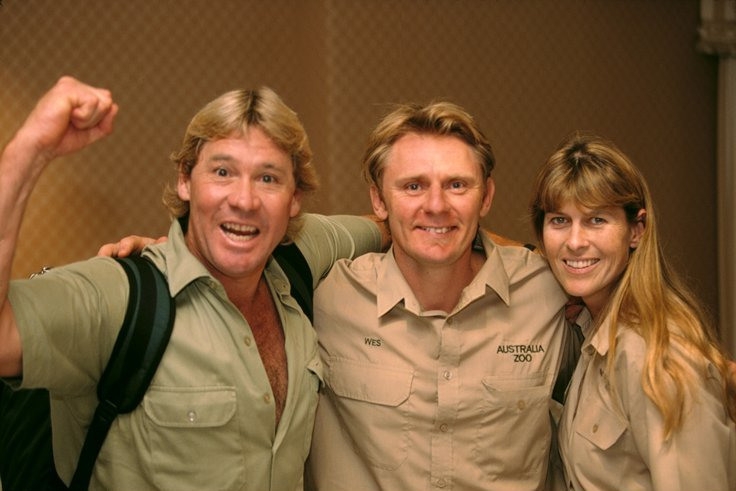
Steve Irwin (stânga) și soția sa, Terri (dreapta), s-au căsătorit în 1992.

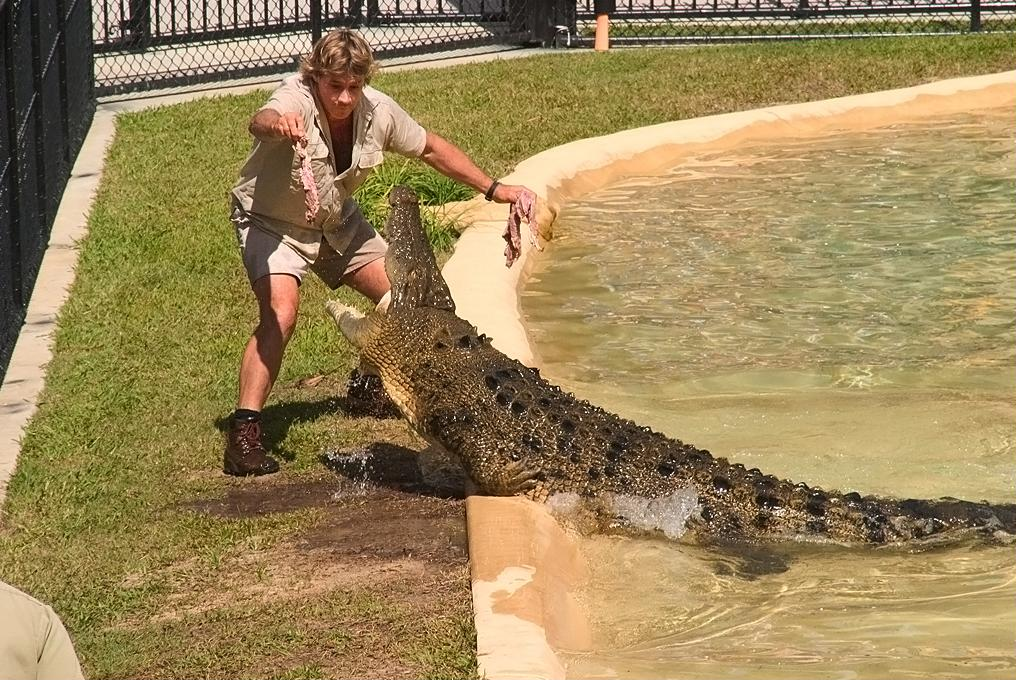
Steve Irwin hrănind un crocodil, 2004

Steve și soția sa, Terri Irwin (Raines), de origine americană, au devenit cunoscuți în toată lumea cu emisiuni despre viața animalelor sălbatice și în special a crocodililor. Montajul scenelor în care Steve  și soția sa prind crocodili în luna de miere devine primul episod din serialul "Crocodile Hunter", difuzat până în prezent, în 122 de țări și vizionat de peste 200 de milioane de telespectatori. Sub conducerea exuberantă a lui Steve, iau naștere și activează fundația "Wildlife Warriors" și "International Crocodile Rescue", iar în cadrul Australia Zoo se deschid Animal Planet Crocoseum, aviarul  Rainforest și Templul Tigrilor.
În 2001 Steve apare pentru prima oară într-un film, fiind invitat de Eddie Murphy personal să se joace pe sine însuși, în Doctor Doolittle 2, pentru ca un an mai târziu să apară într-o producție inspirată în totalitate din viața sa: The Crocodile Hunter:Collision Course. Popularitatea lui Steve o întrece pe cea a oricărui australian.
El a devenit o adevărată legendă a curajului, îmbinând curiozitatea științifică cu spiritul de aventură. Steve Irwin a devenit foarte repede o vedetă în Australia, unde își avea chiar propria grădină zoologică. Revista People l-a declarat pe Steve cea mai iubită personalitate a lumii.
Mai ales după ce a apărut în filmul lui John Stainon, "Vânătorul de crocodili", în anul 2002, naturalistul atipic a ajuns o stea internațională. Cu atât mai mult, cu cât în peliculă juca propriul său rol.
Emisiunile sale televizate au fost urmărite de zeci de milioane de telespectatori, cuceriți atât de neprevăzutul situațiilor în care se punea, cât și de umorul care îi însoțea permanent aventurile în rândul celor care nu cuvântă. Irwin a filmat 46 de documentare care au fost difuzate de postul TV Animal Planet, precum și peste 20 de episoade din "The Crocodile Hunter Diaries".
Totuși, Irwin a fost aspru criticat în 2004 pentru că își ținea în brațe copilul său de numai câteva luni, în timp ce hrănea un crocodil la o grădină zoologică australiană. El a mai fost criticat pentru că a deranjat balenele, focile și pinguinii în timp ce filma în Antarctica.

## Moartea
Irwin moare în data de 4 septembrie 2006 în urma unui atac al unei pisici de mare. Irwin este înțepat de mai multe ori în piept de către animal, răni ce îi cauzează sângerare masivă. Înțepătura îi perforează toracele, ajungându-i la inimă și plămân. Acesta era în larg pentru filmarea unei serii documentar numite "Ocean's Deadliest" în apropierea portului Douglas, Queensland. În urma atacului, colegii l-au adus pe Irwin înapoi pe ambarcațiune pentru a-i acorda ajutor medical. Din păcate este la scurt timp declarat decedat. 
Moartea lui Irwin este considerată singurul atac mortal al unei pisici de mare filmat de către o cameră video. Înregistrările cu moartea lui Irwin au fost la scurt timp distruse, din dorința familiei. Irwin a lăsat o soție văduvă și doi copii, Bindi și Robert.
Știrea decesului faimosului iubitor de animale a făcut rapid înconjurul lumii. În Australia, au fost trimise sute de scrisori de condoleanțe și flori familiei sau depuse la "Australia Zoo", deținută de Irwin.

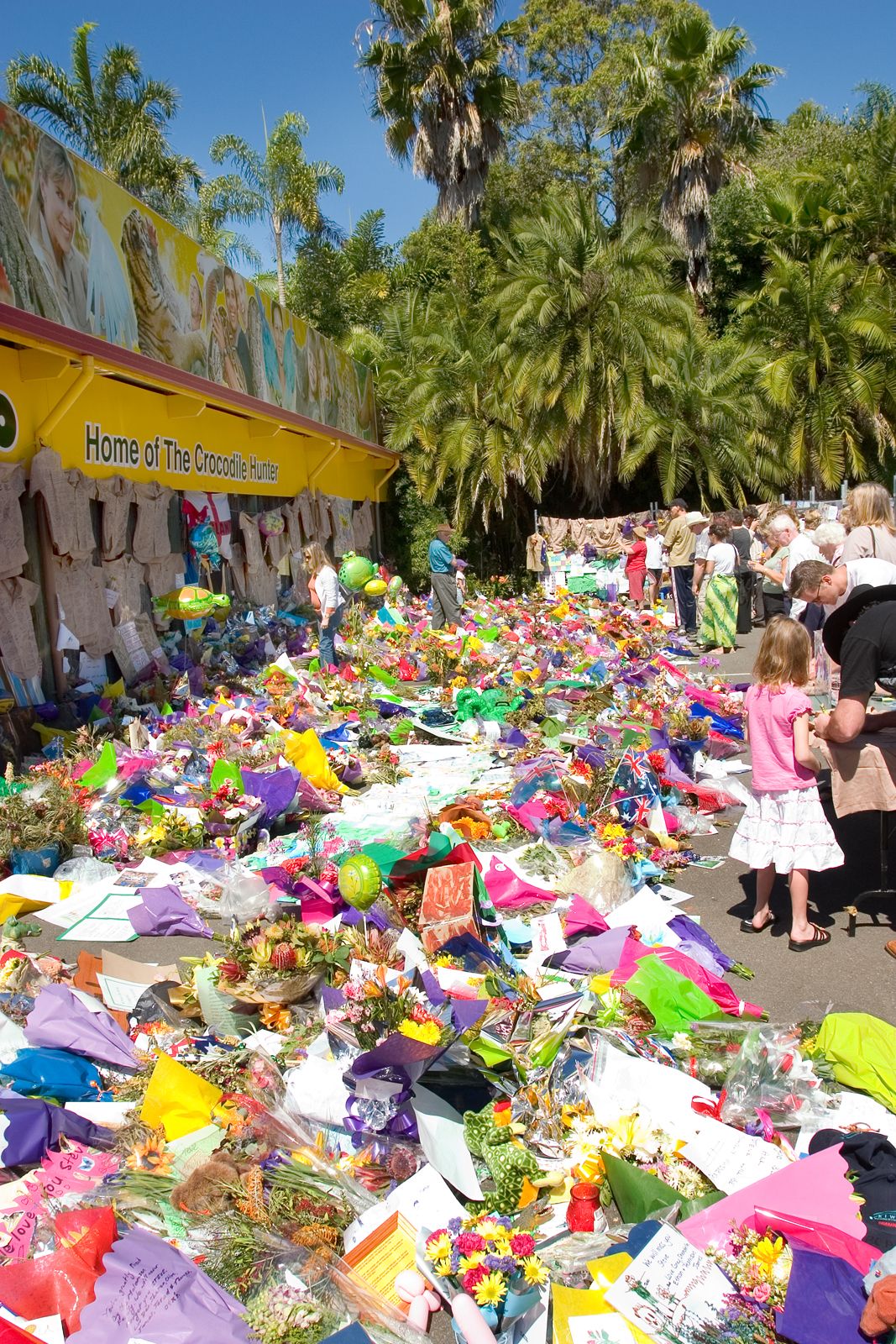
Flori depuse după moartea lui Irwin în fața grădinii zoologice "Australia Zoo"